# Atlas I
L'Atlas I era un razzo vettore statunitense usato negli anni novanta per il lancio di satelliti artificiali.
Era costruito dalla Convair e faceva parte della famiglia di razzi Atlas, derivata dal missile Atlas. Le diverse versioni dei razzi Atlas erano designate usando lettere dell'alfabeto fino all'Atlas H; in seguito, dopo l'Atlas H, si cominciarono ad usare numeri romani, creando per la nuova versione una certa confusione (qualcuno pensava che I indicasse la lettera "i" dell'alfabeto, invece indicava il numero romano che significa 1º).
Il razzo Atlas I era composto da due stadi: il primo stadio era costituito da un razzo Atlas H a tre motori, il secondo stadio da un razzo Centaur. Il razzo usava propellente liquido: il primo stadio bruciava cherosene e ossigeno liquido, il secondo idrogeno liquido e ossigeno liquido. L'Atlas I aveva una lunghezza totale di 43,90 m e un diametro di 3,05 m; poteva collocare in orbita bassa un carico utile di 3600 kg.
Il primo lancio di un Atlas I venne effettuato il 25 luglio 1990, l'ultimo il 25 aprile 1997; in totale vennero effettuati 11 lanci, di cui 8 ebbero successo. Dopo il 1997 il razzo fu ritirato dal servizio.